# Vendeltijd

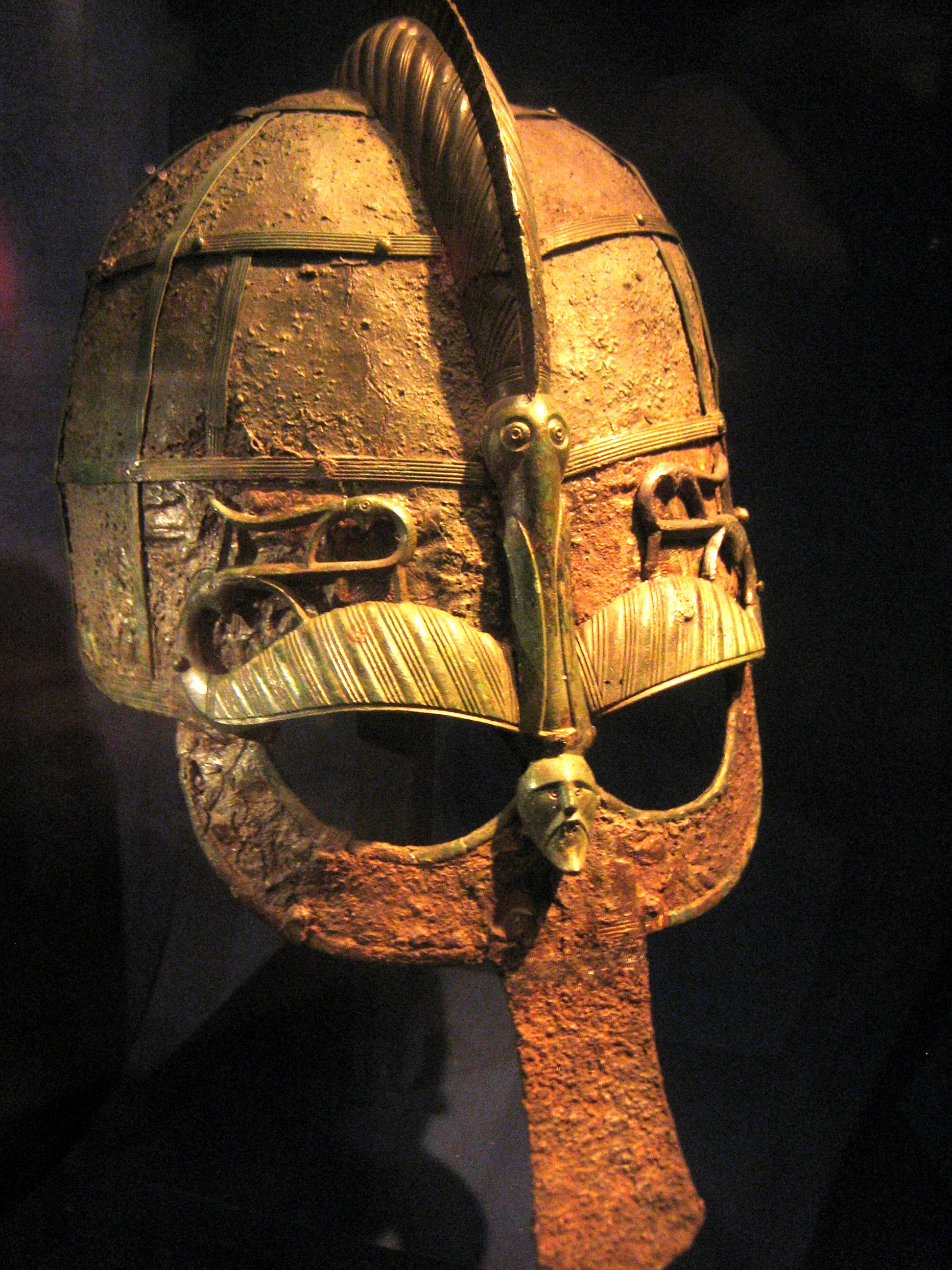
helm uit een bootsgraf bij Vendel

De Vendeltijd (550 tot 800 AD) is de laatste periode van de ijzertijd in Zweden. Ze is vernoemd naar het Vendel-gebied in de gemeente Tierp van de centraal-Zweedse provincie Uppland, waar een groep van 15 bootsgraven gevonden werd. Ze werd voorafgegaan door de vroegere Germaanse ijzertijd en de volksverhuizingstijd in Centraal-Europa. De Vendeltijd werd in heel Scandinavië opgevolgd door de Vikingtijd. Ze beleefde haar grootste bloei in Uppland en Gotland, waar de vroege tot middenperiode beeldstenen in de zogenaamde "Vendel-stijl" tijdens deze periode gemaakt werden.
Een van de vele bijzondere grafvormen van de Vendeltijd zijn de bootgraven zoals die van Tuna, Ultuna, Uppsala, Valsgärde en Vendel. De meest voorkomende vorm van begraven was crematie met het plaatsen van de as (met of zonder urn) onder grafheuvels van aarde of stenen. Op Gotland komen overwegend cirkelvormige steenzettingen voor, nauwkeurig omringd met kalksteentegels, zoals in het grafveld van Trullhalsar. Lichaamsbegravingen kwamen ook voor, vooral op Gotland. Uit deze tijd stammen ook de domarringar ("gerechtsringen"), een Scandinavische vorm van steencirkels, bijvoorbeeld op het grafveld van Blomsholm.
De ornamentiek ontwikkelde zich tot een hoog niveau in de zogenaamde Vendelstijl. De Gotland-beeldstenen en grafkisten zijn een uitdrukking van deze artistieke inspanningen. Deze beeldstenen zijn ook gevonden bij de Scandinavische nederzetting van Grobiņa in Koerland (Letland), waar ze de handelsbetrekkingen met de plaatselijke Koeren documenteerden (beeldsteen van Priediens). Het glas uit de Vendel-periode, vooral bekend uit Helgö, is net zo'n kostbaarheid van die tijd als de mantelspelden en de guldgubbar ("goudmannetjes"), plaatjes van goudfolie. 
In het gebied rond het Mälarmeer ontstond het rijk van de Svear, het laatste heidense rijk van de Noord-Germaanse stammen. Het breidde zich snel uit en gaf Zweden zijn naam. 
Aan het einde van de Vendelperiode trokken de zogenaamde Varjagen vanuit Zweden naar het oosten, om handel te drijven, te dienen als huursoldaat of zich er te vestigen. Een deel van hen, de Roes, stichtte het Kievse Rijk.